# Водосховища Чернігівської області
Водосховища Чернігівської області — водосховища, які розташовані на території Чернігівської області (в адміністративних районах і басейнах річок) без «транзитного» Київського водосховища.
На території Чернігівської області налічується — 24 водосховища, загальною площею понад — 2201 га, з повним об'ємом — 47,9 млн м³.

## Загальна характеристика
Територія Чернігівської області становить 31,9 тис. км² (5,3 % площі України).
Область повністю розташована в басейні Дніпра.
Площі, зайняті водними об'єктами, становлять 61,3 тис. га (1,9 % території області), в тому числі 10,67 тис. га під водосховищами і ставками. Площа водного дзеркала Київського водосховища на Дніпрі в межах області становить близько 19 тис. га.
Гідрографічна мережа території Чернігівської області складається з великих річок Дніпро (91 км на території області) та Десна (552 км), середні річки — Сож (30 км), Судость (17 км), Сейм (56 км), Снов (190 км), Остер (195 км), Удай (195 км), Трубіж (15 км), Супій (24 км).
На території області функціонує 24 водосховища з повним об'ємом 47,9 млн м³. Всі вони відносяться до малих (з об'ємом менше 10 млн м³). Вони використовуються, в основному, для риборозведення, зрошення та зволоження, культурно-побутового водокористування. Водосховища об'ємом понад 10 млн м³ на території області відсутні.

## Наявність водосховищ (вдсх) у межах адміністративно-територіальних районів Чернігівської області[1]
| Район, місто        | Кількість вдсх, шт. | Площа вдсх, га | Об'єм вдсх — повний, млн м³ | Об'єм вдсх — корисний, млн м³ | В оренді, шт. | В оренді, га |
| ------------------- | ------------------- | -------------- | --------------------------- | ----------------------------- | ------------- | ------------ |
| Бахмацький          | -*                  | -              | -                           | -                             | -             | -            |
| Бобровицький        | -                   | -              | -                           | -                             | -             | -            |
| Борзнянський        | 1                   | 52             | 1,1                         | 1,1                           | -*            | -            |
| Варвинський         | 1                   | 72             | 1,6                         | 1,2                           | 1             | 72           |
| Городнянський       | 1                   | 140            | 2,6                         | 2,6                           | -             | -            |
| Ічнянський          | 5                   | 307            | 7,6                         | 7,6                           | 2             | 112          |
| Козелецький         | 1                   | 100            | 3,0                         | 3,0                           | -             | -            |
| Коропський          | -                   | -              | -                           | -                             | -             | -            |
| Корюківський        | -                   | -              | -                           | -                             | -             | -            |
| Куликівський        | -                   | -              | -                           | -                             | -             | -            |
| Менський            | 2                   | 194            | 2,6                         | 2,6                           | -             | -            |
| Ніжинський          | 1                   | 42             | 1,4                         | 0,8                           | -             | -            |
| Новгород-Сіверський | -                   | -              | -                           | -                             | -             | -            |
| Носівський          | -                   | -              | -                           | -                             | -             | -            |
| Прилуцький          | 7                   | 764            | 17,6                        | 17,5                          | 5             | 668          |
| Ріпкинський         | 1                   | 87             | 1,7                         | 1,7                           | -             | -            |
| Семенівський        | -                   | -              | -                           | -                             | -             | -            |
| Сосницький          | -                   | -              | -                           | -                             | -             | -            |
| Срібнянський        | 2                   | 158            | 4,0                         | 4,0                           | 1             | 56           |
| Талалаївський       | 1                   | 174            | 2,4                         | 2,4                           | 1             | 174          |
| Чернігівський       | 1                   | 111            | 2,3                         | 1,7                           | -             | -            |
| Щорський            | -                   | -              | -                           | -                             | -             | -            |
| Разом               | 24                  | 2201           | 47,9                        | 46,2                          | 10            | 1082         |

Примітки: -* — немає водосховищ на території району;
-** — немає водосховищ, переданих в оренду.
Понад 40 % водосховищ Чернігівської області використовуються на умовах оренди і 16 % — знаходиться на балансі водогосподарських організацій.

## Наявність водосховищ (вдсх) у межах основнихрайонів річкових басейнівна території Чернігівської області[1]
| Район річкового басейну | Кількість вдсх, шт. | Площа вдсх, га | Об'єм вдсх — повний, млн м³ | Об'єм вдсх — корисний, млн м³ | В оренді, шт. | В оренді, га |
| ----------------------- | ------------------- | -------------- | --------------------------- | ----------------------------- | ------------- | ------------ |
| Дніпра, у тому числі    | 24                  | 2201           | 47,9                        | 46,2                          | 10            | 1082         |
| р. Десна                | 6                   | 531            | 10,7                        | 10,1                          | -*            | -            |
| р. Сула                 | 16                  | 1480           | 33,2                        | 32,7                          | 10            | 1082         |
| Разом                   | 24                  | 2201           | 47,9                        | 46,2                          | 10            | 1082         |

Примітка: -* — немає водосховищ, переданих в оренду.
В межах району річкового басейну Дніпра розташовано 100 % водосховищ Чернігівської області. В басейні р. Сула (притока Дніпра) розташовано 66 % водосховищ області, в басейні р. Десна — 25 %.